# Gaz de France Stars
Il Gaz de France Stars è stato un torneo femminile di tennis che si è giocato a Hasselt in Belgio. Fin dal 2004 si è giocato sul sintetico indoor.

## Albo d'oro

### Singolare
| Anno | Campionessa      | Finalista           | Punteggio     |
| ---- | ---------------- | ------------------- | ------------- |
| 2004 | Elena Dement'eva | Elena Bovina        | 0–6, 6–0, 6–4 |
| 2005 | Kim Clijsters    | Francesca Schiavone | 6–2, 6–3      |
| 2006 | Kim Clijsters    | Kaia Kanepi         | 6–3, 3–6, 6–4 |

### Doppio
| Anno | Campionesse                      | Finaliste                       | Punteggio |
| ---- | -------------------------------- | ------------------------------- | --------- |
| 2004 | Jennifer Russell Mara Santangelo | Nuria Llagostera Marta Marrero  | 6–3, 7–5  |
| 2005 | Émilie Loit Katarina Srebotnik   | Michaëlla Krajicek Ágnes Szávay | 6–3, 6–4  |
| 2006 | Lisa Raymond Samantha Stosur     | Eléni Daniilídou Jasmin Wöhr    | 6–2, 6–3  |